# Punta alla Vetta
La Punta alla Vetta (en corse Punta à a Vetta) est un sommet montagneux de 2 255 mètres d'altitude du massif du Monte Renoso, situé en Corse-du-Sud, près du col de Scalella, entre le village de Bastelica (vallée du Prunelli) d'une part, et les villages de Tavera et Bocognano (vallée de la Gravona) d'autre part.

## Géographie

### Situation

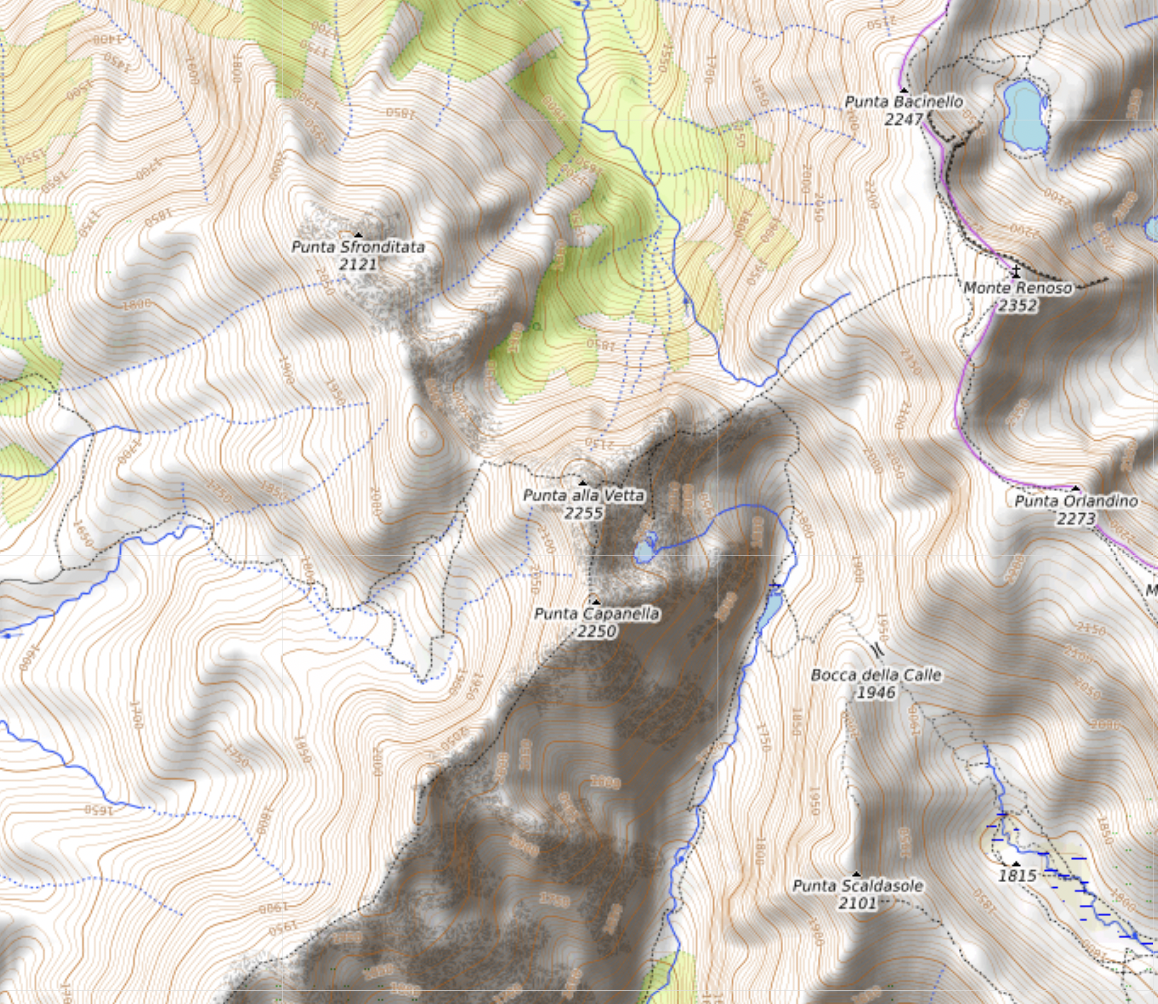
Carte topographique.

C'est le plus haut sommet d'un chaînon montagneux en forme d'arc à plus de 2 000 mètres qui sépare les vallées du Prunelli et de la Gravona :
- Punta Sfronditata (2 121 mètres) ;
- Punta alla Vetta (2 255 mètres) ;
- Punta Capannella (2 250 mètres) ;
- Monte di Pozzolo (2 086 mètres) ;
- Monte Niello (2 157 mètres) ;
- Punta Piaggiola (2 014 mètres).

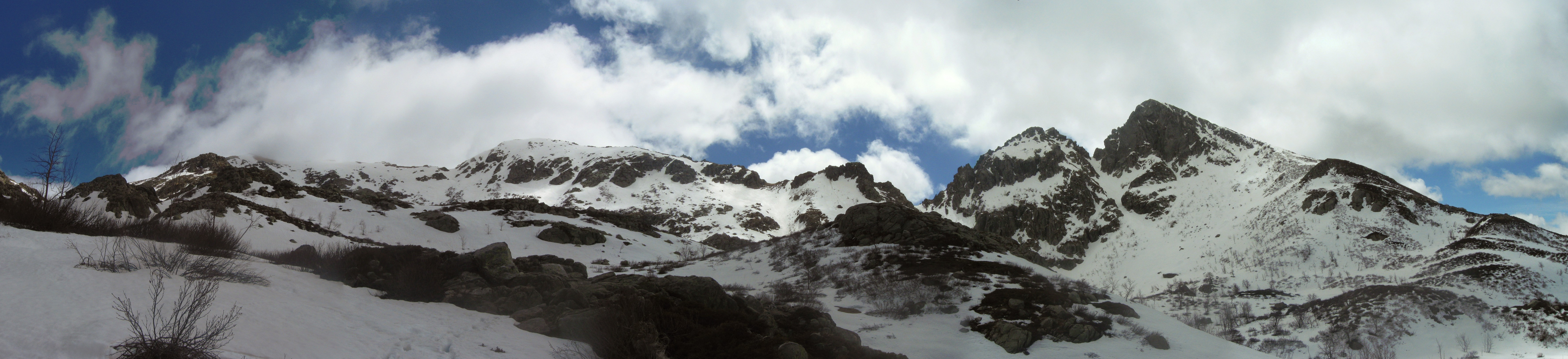
Panorama de gauche à droite : Punta alla Vetta, Punta Capanedda, Monte di Puzzolu, Monte Nieddu

Ces sommets font face à la chaîne montagneuse principale qui traverse la Corse du nord-ouest au sud-est tout près du Monte Renoso.

### Hydrographie
Les différents ruisseaux qui partent de la Punta alla Vetta et les sommets alentour alimentent deux fleuves importants de la région ajaccienne, le Prunelli et de la Gravona.
Deux lacs alimentant le bassin du Prunelli sont à proximité :
- le lac de Bracca ;
- le lac de Vitalaca.

Au centre de cet arc montagneux dominé par la Punta alla Vetta se situent les pozzines de Puzzolu, milieu remarquable et original présent dans le massif du Monte Renoso comme dans les montagnes corses entre 1 600 et 2 200 mètres d'altitude.